# Watson (Nowy Jork)
Watson – miasto w Stanach Zjednoczonych, w stanie Nowy Jork, w hrabstwie Lewis.